# Kostnojęzykopodobne
Kostnojęzykopodobne, arowanowe, kostnojęzykowe (Osteoglossomorpha) – klad w randze nadrzędu ryb promieniopłetwych z infragromady Teleostei, charakteryzujących się najbardziej wśród Teleostei archaicznymi cechami budowy. 
Ich wspólną cechą jest dobrze rozwinięty kostny język zazębiający się z zębami na podniebieniu (uzębiona kość przyklinowa i kości języka). W płetwie ogonowej mają 18 rozgałęzionych promieni głównych. U większości współcześnie żyjących przedstawicieli (wyjątek stanowią motylowiec i gatunki z rodzaju Hiodon) obserwowane są zaawansowane formy opieki nad potomstwem, włącznie z ukrywaniem w pysku rodzica (pyszczaki z rodzajów Osteoglossum i Scleropages). 
Wśród kostnojęzykopodobnych wyróżniają się: arapaima – największa słodkowodna ryba Ameryki Południowej, posiadający narządy elektryczne gymnarchus nilowy oraz przystosowany do oddychania powietrzem atmosferycznym heterotis.
Współcześnie żyjące gatunki żyją w wodach słodkich pięciu krain zoogeograficznych. Gatunki wymarłe znane są ze wszystkich sześciu kontynentów. Wśród nich występowały również gatunki słonowodne (np. niektóre †Phareodus).

## Klasyfikacja

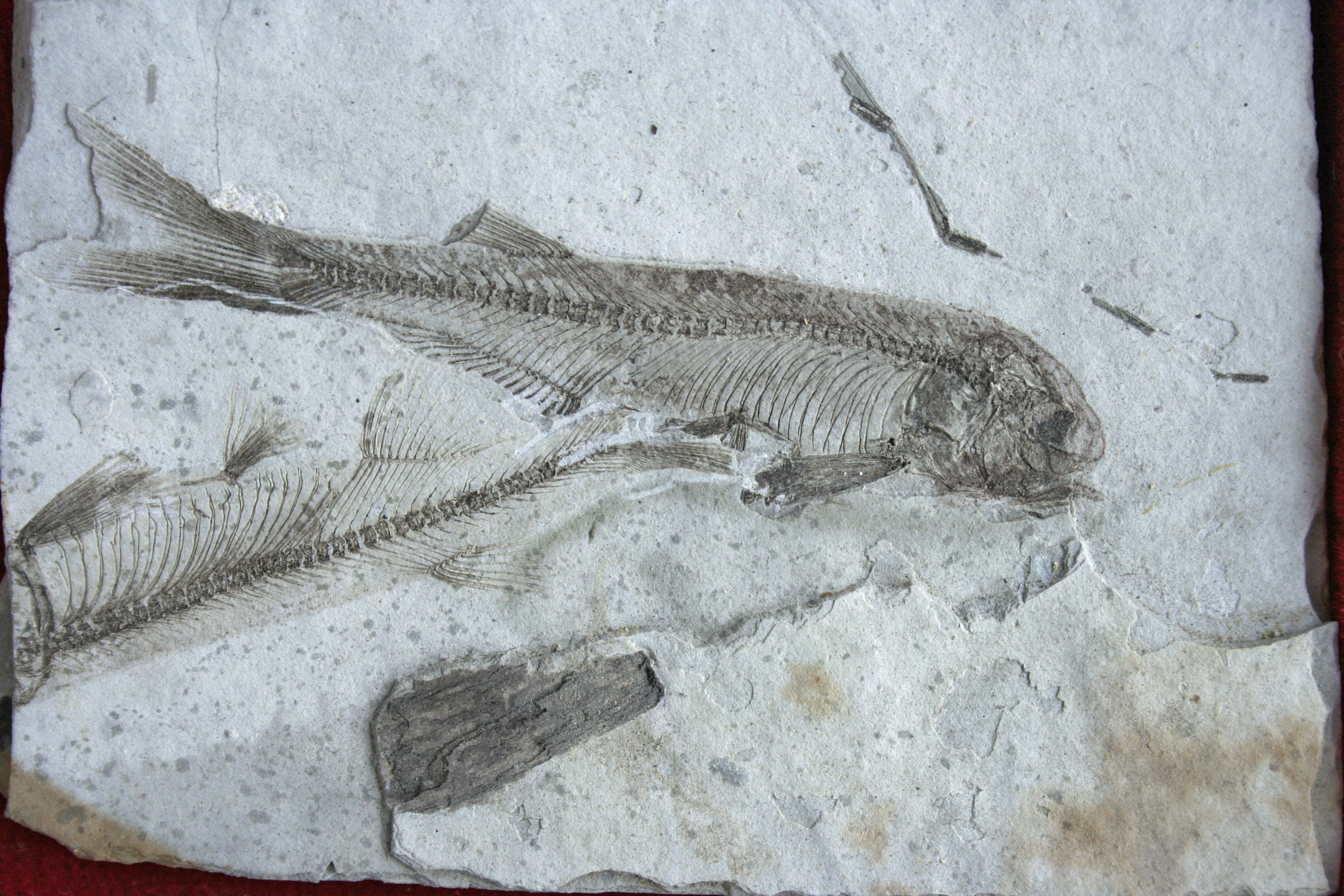
†Lycoptera sp. (Chiny)

Do kostnojęzykopodobnych zaliczane są rzędy:
- †Lycopteriformes[7]
- Hiodontiformes
- Osteoglossiformes – kostnojęzykokształtne[8], arowanokształtne[3], arapaimokształtne[3]